# François-Joseph Talma
Pour les articles homonymes, voir Talma.

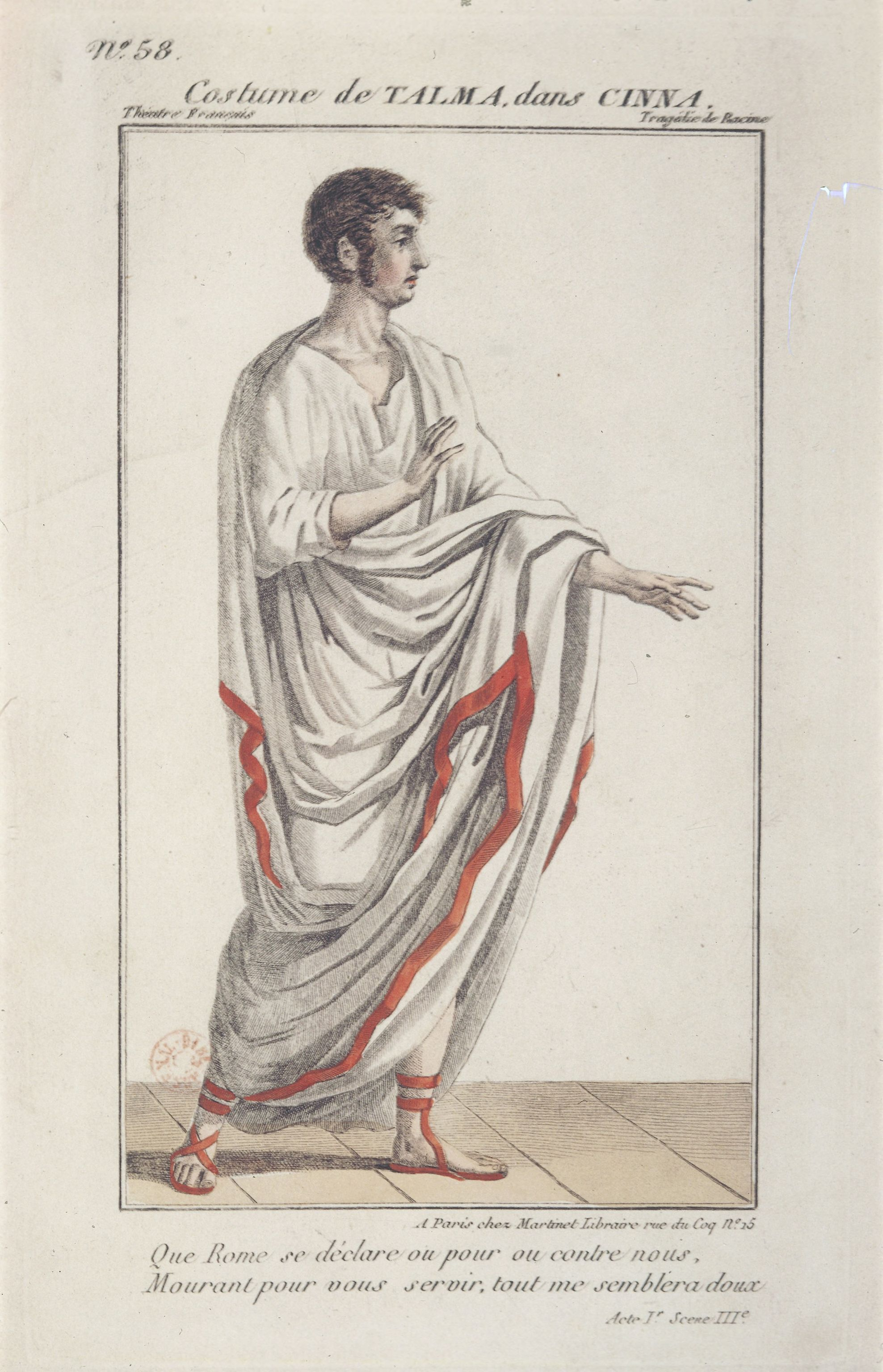
Talma dans le rôle de Cinna.

François-Joseph Talma, né le 15 janvier 1763 à Paris où il est mort le 19 octobre 1826, est un comédien français de la Comédie-Française.
Il est resté célèbre pour ses innovations théâtrales durant la Révolution française et le Premier Empire.

## Biographie
François-Joseph Talma est le fils de Michel-François-Joseph Talma, valet de chambre et d'Anne Mignolet. Il est baptisé à l'église Saint-Nicolas-des-Champs à Paris le 15 janvier 1763.
En 1776, il se rend en Angleterre pour retrouver son père, devenu dentiste à Londres. Mais son avenir sera plutôt influencé par la découverte du théâtre élisabéthain que par le métier paternel. En Angleterre, il joue en amateur. Rentré en France, en 1785, il s'établit dentiste.
Talma s'inscrit à la fondation de l’École royale de déclamation en 1786, abandonnant le métier de dentiste. Il débute à la Comédie-Française en 1787 dans Mahomet puis il y joue Brutus et La Mort de César, des tragédies de Voltaire. Il crée Charles IX de Marie-Joseph Chénier. C'est un immense succès public, mais l'Église fait interdire la pièce à la 33e représentation. Le 21 juillet 1790, la pièce est jouée malgré l'interdiction. La troupe de la Comédie-Française se divise alors entre les révolutionnaires et les autres sociétaires, qui refusent de jouer avec Talma. Il s'engage de plus en plus politiquement, n'a pas de grandes affinités avec Robespierre, et est très mal vu de Marat. Le 4 avril 1791, il démissionne de la Comédie-Française, et passe dans un nouveau théâtre sis rue de la Loi. La salle prend vite le nom de théâtre de la République et, quand les « comédiens-français » sont emprisonnés en septembre 1793, il est accusé d'avoir comploté contre ses anciens partenaires. En réalité, dénoncé au tribunal révolutionnaire par Marat, il a été, à partir de ce moment, considéré comme suspect. Un de ses amis l’ayant informé que son nom était porté sur une liste de proscription, craignant dès lors être arrêté à chaque instant, ce n'était qu’en tremblant, et presque toujours accompagné d'un de ses camarades, qu’il rentrait chez lui.
À la même époque, il se lie d'amitié avec un jeune militaire : Bonaparte, dont la faveur survivra à l'accession au trône. À la demande de Napoléon, le comédien a continué ses visites, se rendant au moins une fois par semaine chez l'empereur à l'heure du déjeuner.

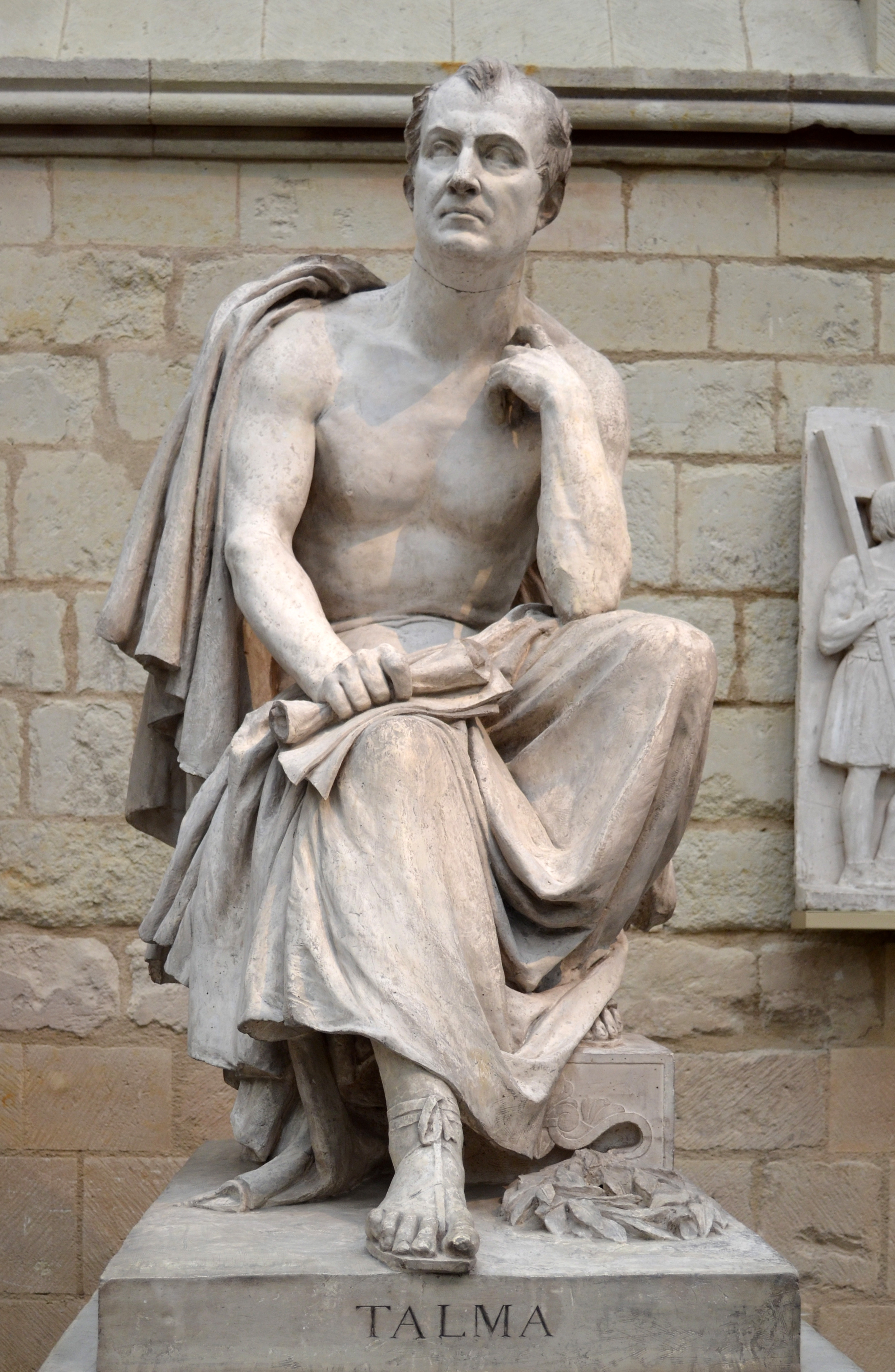
Statue de l'acteur par David d'Angers.

Réintégré au sein de la Comédie-Française en 1799, il devient officiellement « le comédien préféré de Napoléon », notamment grâce à son jeu, qu'admira énormément l'Empereur, dans Cinna, la pièce de Corneille. La même année, le théâtre de la République devient la seule salle du Théâtre-Français. À la première représentation de sa réouverture, il incarne Rodrigue dans Le Cid. En 1806, il est nommé professeur au Conservatoire.
En 1812, il a une liaison avec la princesse Pauline Bonaparte. En 1813, on relève sa participation aux activités de la Société de la Goguette au côté d'autres comme Carle Vernet, Firmin Didot, Désaugiers, Cicéri, Ravrio.

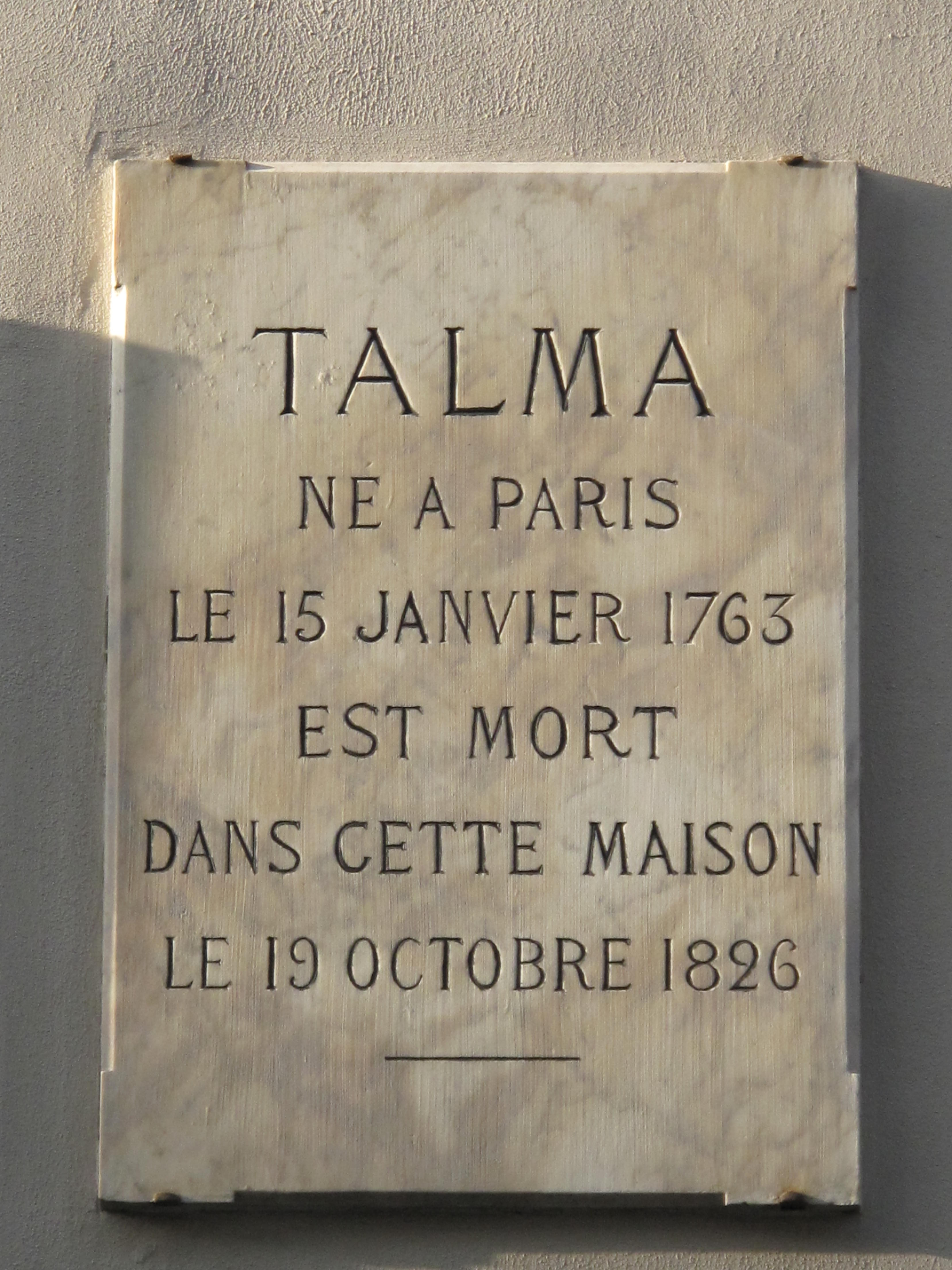
Plaque sur la façade de l'hôtel Talma (Paris).

Il meurt en 1826 en son hôtel particulier parisien, où une plaque commémorative lui rend depuis hommage.

## Postérité
Les critiques sont unanimes sur son immense talent. Talma innove aussi dans le domaine des costumes, en incarnant Titus par exemple (dans Brutus de Voltaire), il s'habille en romain : toge, cothurnes « d'époque » et ce qui choque surtout : bras et jambes nus ! Il propose de jouer les personnages vêtus selon leur temps, et non selon la mode contemporaine. Il réforme entièrement l'esprit des costumes avec les conseils du peintre David. Pionnier d'une révolution esthétique, il adapte la révolution politique à ses idées théâtrales. Il paraît en scène sans perruque, sans déclamer le vers tragique ; il bouscule les conventions du spectacle tragique de telle sorte que la tragédie se dirigea vers un nouveau style : le drame historique et politique. Il faut noter son succès en décembre 1821 dans la tragédie Sylla d'Étienne de Jouy où son physique, allié à une perruque appropriée, lui permet de « faire revivre » Napoléon qui s’est éteint quelques mois auparavant.
Un an avant sa mort, Talma a rédigé sa vision révolutionnaire du théâtre dans son Mémoire sur Lekain et sur l'art dramatique. À sa mort, au 9 rue de la Tour-des-Dames, Paris tout entier a assisté à son inhumation, sans cérémonie religieuse, au Père-Lachaise, le 21 octobre 1826.

## Vie privée

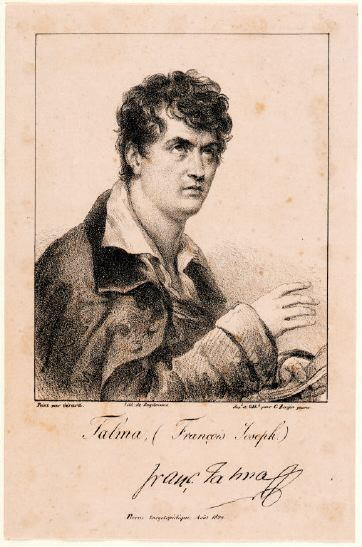
François-Joseph Talma peint par le baron Gérard ; dessiné et lithographié par Bazin jeune (1827).

Talma était l’ami fidèle de l'éditeur Martin Bossange et de Louise Desgarcins, qu'il avait fait entrer au Conservatoire. Il avait épousé, en 1791, la danseuse Julie Careau. En 1802, il divorce et épouse Charlotte Vanhove (dite Caroline), comédienne et fille de comédiens. En 1812, il a eu une brève liaison, à Aix-en-Savoie, avec Pauline Bonaparte. Les époux se séparent en 1815, mais ne divorcent pas. Talma aura trois enfants de Madeleine Bazile ; après la mort de Talma, Caroline Vanhove-Talma assumera les frais de leur éducation.

## Hommages
Quelque temps après sa mort, un comité propose d'ériger un monument lui rendant hommage et un tract en vue d'une souscription est diffusé : 

« Talma n'est plus ! Il est du devoir de ses contemporains de consacrer, par un monument durable, la mémoire d'un talent dont le souvenir seul peut se transmettre à la postérité. Une Souscription a été ouverte, un Comité a été organisé. Il se compose de : M. le Baron Gérard, premier peintre du roi ; le Baron Taylor, commissaire-royal près le Théâtre-Français ; M. Alexandre Duval, de l'Académie française ; M J.-G Ymbert, ancien chef de bureau au ministère de la Guerre, M. Kératry, ancien député, M. Moreau, homme de lettres.
Les offrandes sont reçues à Paris, dans les Bureaux de la Pandore, rue du Sentier no 15 ; chez Me Maine de Glatigny, notaire, rue de Richelieu no 95 ; et chez M. J.-G. Ymbert, directeur de la Bourse générale, rue de la Michadière (sic) no 4. Tous les amis des arts et de la gloire nationale s'empresseront de seconder une Souscription dont le produit est destiné à rendre hommage au plus beau génie qui ait illustré la scène française. »

L’Académicien Antoine Vincent Arnault dit de lui que 

« c’était un corps élégant qu’habitait une âme brûlante ; c’était une tête admirable qu’animait une vaste intelligence ; c’était une voix puissante dont l’accent pathétique et solennel servait d’organe à son inépuisable sensibilité, à son infatigable énergie. »

 Il résume : « Tout ce que la nature peut donner, Talma le possédait, et Talma possédait aussi tout ce que l’art peut acquérir. »
Dans ses Journaux de théâtre, Alexandre Dumas rend hommage à l'art de Talma dans la dernière décennie de sa vie, et fait le récit de sa mort. Il publiera, en 1849, François-Joseph Talma. Mémoires de J.-F. Talma écrits par lui-même et recueillis et mis en ordre sur les papiers de sa famille par Alexandre Dumas.
Gérard de Nerval a composé une élégie intitulée La Mort de Talma : 
…Sur un rocher désert notre grand capitaine

Du poids de ses malheurs se sentit accablé

Et comme lui, plus tard, une plage lointaine

Dévora David exilé !…
Jules Janin dira, lors de sa mort, dans son Talma et Lekain : 

« Talma n’est plus. En répétant cette pénible nouvelle, chacun semble chercher un démenti. Cette incrédulité publique est un hommage rendu au génie. On a peine à concevoir qu’un feu céleste puisse s’éteindre ; ce sentiment est tellement puissant que tout le temps de sa maladie on se félicitait en apprenant que Talma souffrait encore : il existait. Le mouvement d’orgueil national qu’on éprouvait en prononçant le nom de ce grand comédien sera désormais mêlé de regrets. Nous tous, jeunes contemporains de cet homme célèbre, qui pourtant l’avons applaudi naguère, nous en sommes à envier celui qui peut s’écrier : « J’ai frémi d’enthousiasme à ses dernières inspirations tragiques. » Mais si sa perte nous inspire une douleur si naturelle, combien elle doit être vive pour ceux qui ont vu naître et grandir son talent ! Quelle leçon la mort donne aux citoyens obscurs, lorsqu’elle frappe sans cesse ceux à qui des vertus ou des talents immenses avaient presque donné le droit de demander pour eux une exception dans les lois de la nature ! »

À Paris, les rues Lekain et Talma sont proches.
En 1937, Adolphe Saal, mari de la petite-fille de Talma, offre le cœur embaumé de Talma à la Comédie-Française,.

## Postérité
François-Joseph a laissé son nom à un lycée de Brunoy (Essonne).
Dans cette même ville, devant le théâtre du Val d’Yerres, une statue de bronze de l’acteur représenté en costume de scène est inaugurée en septembre 2008.
Son nom a également été donné à plusieurs rues à Nantes, Brunoy, Enghien-les-Bains, Paris (la rue Talma, dans le 16e arrondissement), Aix-les-Bains ou Vitry-sur-Seine., ou avenues comme à Maisons-Laffitte ou Rueil-Malmaison.
Un timbre lui a été consacré, en juin 1961.

## Carrière à la Comédie-Française
Entrée en 1787
Nommé 195e sociétaire en 1789
Décès le 19 octobre 1826
Liste non exhaustive de ses rôles :
- 1787 : Mahomet de Voltaire : Séide
- 1788 : L'Entrevue d'Étienne Vigée, Comédie-Française : M. de Gernocourt
- 1788 : Alphée et Zarine de Nicolas Fallet, Comédie-Française, théâtre de l'Odéon : un guerrier
- 1788 : L'Inconséquent d'Étienne-François de Lantier, Comédie-Française
- 1788 : Lanval et Viviane de Pierre-Nicolas André-Murville, Comédie-Française : Tristan
- 1788 : Athalie de Jean Racine, Comédie-Française : Asarias
- 1788 : Bajazet de Jean Racine, Comédie-Française : Bajazet
- 1788 : Bérénice de Jean Racine, Comédie-Française : Antiochus (6 fois de 1788 à 1790 et 1 fois en 1807)
- 1788 : Eugénie de Beaumarchais, Comédie-Française : Sir Charles
- 1788 : George Dandin de Molière, Comédie-Française : Clitandre
- 1788 : La Comtesse d'Escarbagnas de Molière, Comédie-Française : vicomte
- 1788 : Le Barbier de Séville de Beaumarchais, Comédie-Française : l'alcade
- 1788 : Le Mariage de Figaro de Beaumarchais, Comédie-Française : l'huissier
- 1789 : Le Bourgeois gentilhomme de Molière, Comédie-Française : le maître à danser[17] ;
- 1789 :  L'Esclavage des nègres d'Olympe de Gouges, Comédie-Française : Valère
- 1789 : La Mort de Molière de Michel de Cubières, Comédie-Française : Chapelle
- 1789 : Le Paysan magistrat de Jean-Marie Collot d'Herbois, Comédie-Française : Juan
- 1789 : Le Présomptueux de Fabre d'Églantine, Comédie-Française : Crécy
- 1789 : Marie de Brabant, reine de France de Barthélemy Imbert, Comédie-Française : Darméri
- 1789 : Raymond V, comte de Toulouse de Michel-Jean Sedaine, Comédie-Française : Sabran
- 1789 : Athalie de Jean Racine, Comédie-Française : Abner
- 1789 : Le Mariage de Figaro de Beaumarchais, Comédie-Française : Pédrille
- 1789 : Auguste et Théodore d'Ernest de Manteufel : un Anglais
- 1789 : Charles IX ou l'École des rois de Marie-Joseph Chénier : Charles IX
- 1790 : L'Honnête criminel de Charles-Georges Fenouillot de Falbaire de Quingey, Comédie-Française : le comte
- 1790 : Le Comte de Comminges de François-Thomas-Marie de Baculard d'Arnaud, Comédie-Française : Dorsigny
- 1790 : Le Journaliste des ombres de Joseph Aude, Comédie-Française : Rousseau
- 1790 : Le Réveil d'Épiménide à Paris de Flins des Oliviers, Comédie-Française : d'Harcour
- 1790 : Le Souper magique de Pierre-Nicolas André-Murville, Comédie-Française : Verseuil
- 1790 : Les Trois noces de Nicolas Dezède, Comédie-Française : Thomas
- 1791 : Abdélazis et Zuléïma de Pierre-Nicolas André-Murville : le Prince

Théâtre de la République
- 1792 : Le Barbier de Séville de Beaumarchais : comte Almaviva
- 1792 : Adélaïde du Guesclin de Voltaire : le duc de Nemours
- 1793 : Fénelon ou Les Religieuses de Cambrai de Marie-Joseph Chénier : Elmance
- 1795 : Abufar ou La Famille arabe de Jean-François Ducis : Pharan
- 1797 : Agamemnon de Népomucène Lemercier : Egiste

Théâtre-Français (réunification)
- 1799 : Le Cid de Pierre Corneille : Rodrigue
- 1799 : Iphigénie de Jean Racine : Achille
- 1799 : Britannicus de Jean Racine : Néron
- 1799 : Blanche et Montcassin d'Antoine-Vincent Arnault, Comédie-Française : Montcassin
- 1799 : Épicharis et Néron de Gabriel-Marie Legouvé, Comédie-Française : Néron
- 1799 : Étéocle et Polynice de Gabriel-Marie Legouvé, Comédie-Française : Étéocle
- 1800 : Pinto ou la Journée d'une conspiration de Népomucène Lemercier : Pinto
- 1800 : Andromaque de Jean Racine : Oreste
- 1800 : Montmorency de Henri de Carrion-Nizas, Comédie-Française : Montmorency
- 1800 : Orphis de Népomucène Lemercier, Comédie-Française : Tholus
- 1800 : Oscar fils d’Ossian d'Antoine-Vincent Arnault, Comédie-Française : Oscar
- 1800 : Othello ou le Maure de Venise de Jean-François Ducis d'après William Shakespeare, Comédie-Française : Othello
- 1800 : Thésée de Claude-Frédéric-Henri Mazoyer, Comédie-Française : Thésée
- 1801 : Foedor et Wladamir ou la Famille de Sibérie de Jean-François Ducis, Comédie-Française : Foedor
- 1801 : Henri VIII de Marie-Joseph Chénier, Comédie-Française : Norris
- 1802 : Isule et Orovèse de Népomucène Lemercier, Comédie-Française : Orovèse
- 1802 : Le Roi et le laboureur d'Antoine-Vincent Arnault, Comédie-Française : Don Pèdre
- 1802 : Venceslas de Jean de Rotrou : Ladislas
- 1802 : Cinna de Pierre Corneille : Cinna
- 1804 : Shakespeare amoureux d'Alexandre Duval, Comédie-Française : Shakespeare
- 1804 : Polyxène d'Étienne Aignan, Comédie-Française : Ulysse
- 1804 : Guillaume le Conquérant d'Alexandre Duval, Comédie-Française : Harold
- 1804 : Pierre le Grand de Henri de Carrion-Nizas, Comédie-Française : Pierre
- 1804 : Cyrus de Marie-Joseph Chénier, Comédie-Française : Cyrus
- 1805 : Nicomède de Pierre Corneille : Nicomède
- 1805 : Esther de Jean Racine : Assuérus
- 1805 : Les Templiers de François Just Marie Raynouard : fils d'Enguerrand de Marigny
- 1806 : La Mort de Henri IV, roi de France de Gabriel-Marie Legouvé : Henri IV
- 1806 : Omasis ou Joseph en Égypte de Pierre Baour-Lormian : Joseph
- 1806 : Manlius Capitolinus d'Antoine de La Fosse : Manlius
- 1806 : Gaston et Bayard de Dormont de Belloy : Bayard
- 1807 : Pyrrhus ou les Aeacides de Louis-Grégoire Le Hoc (de) : Pyrrhus
- 1808 : Plaute ou la Comédie latine de Népomucène Lemercier : Plaute
- 1809 : Hector de Jean-Charles-Julien Luce de Lancival : Hector
- 1811 : Mahomet II de Pierre Baour-Lormian : Mahomet II
- 1813 : Tippo-Saëb d'Étienne de Jouy : Tippo-Saëb
- 1813 : Ninus II de Charles Brifaut : Ninus II
- 1814 : La Rançon de Du Guesclin d'Antoine-Vincent Arnault : Du Guesclin
- 1814 : Ulysse de Pierre-Antoine Lebrun : Ulysse
- 1814 : Les États de Blois ou La Mort du duc de Guise de François Just Marie Raynouard : le duc de Guise
- 1816 : Arthur de Bretagne d'Étienne Aignan : Rutland
- 1817 : Germanicus d'Antoine-Vincent Arnault : Germanicus
- 1820 : Marie Stuart d'après Friedrich von Schiller : Leicester
- 1820 : Jean de Bourgogne de Guilleau de Formont : le duc de Bourgogne
- 1820 : Clovis de Jean-Pons-Guillaume Viennet : Clovis
- 1820 : Athalie de Jean Racine : Joad
- 1821 : Mithridate de Jean Racine : Mithridate
- 1821 : Falkland ou la Conscience de Jean-Louis Laya : Falkland
- 1821 : Sylla d'Étienne de Jouy : Sylla
- 1822 : Regulus de Lucien Arnault : Regulus
- 1822 : Clytemnestre d'Alexandre Soumet : Oreste
- 1823 : Le Maire du palais de Jacques-François Ancelot : Ebroin
- 1823 : L'École des vieillards de Casimir Delavigne : Danville
- 1824 : Richard III et Jeanne Shore de Népomucène Lemercier : Richard III, et un mendiant
- 1825 : Le Cid d'Andalousie de Pierre-Antoine Lebrun : Sanche, « le  Cid d'Andalousie »
- 1825 : La Clémence de David de Drap-Arnaud : Abiathar
- 1825 : Bélisaire d'Étienne de Jouy : Bélisaire
- 1825 : Léonidas de Michel Pichat : Léonidas
- 1826 : Charles VI d'Alexandre-Jean-Joseph de La Ville de Mirmont : Charles VI

## Filmographie
Dans le film Napoléon (1927) d'Abel Gance, figure une scène où Talma fait répéter à Bonaparte sa déclaration d'amour à Joséphine. Bien des scènes entre Talma et Bonaparte se trouvent dans le scénario original, mais semblent ne pas avoir été tournées, ou bien ont été coupées au montage.